# Юго Умбер
Юго Умбер (на френски: Ugo Humbert) е френски тенисист.

## Биография
Юго Умбер е роден на 26 юни 1998 г. в Мец, Франция. Той е син на Ерик и Ан и има една сестра Леа. Родителите му и сестра му са месари и управляват известен магазин в Мец.

## Кариера
Юго Умбер постига най-високо в кариерата си класиране на сингъл на ATP под номер 20 на 13 ноември 2023 г. Той има най-високо в кариерата си класиране на двойки на ATP под номер 361, постигнато на 14 октомври 2019 г. Печели четири титли от ATP, в Окланд и в Антверпен през 2020 г., в Хале през 2021 г., първата му титла от ATP 500, и в Мец през 2023 г. Умбер притежава седем титли от сериите Чаланджър и три финала.

## Кариерна статистика

#### Финали натурнири от сериите Мастърс(1)
| година | турнир        | съперник във финала | резултат |
| ------ | ------------- | ------------------- | -------- |
| 2024   | Париж Мастърс | Александър Зверев   | 2–6, 2–6 |

### ATP финали (7 титли; 9 финала)
|        | П–З | Година | Турнир                  | Клас         | Настилка   | Опонент             | Резултат                |
| ------ | --- | ------ | ----------------------- | ------------ | ---------- | ------------------- | ----------------------- |
| Победа | 1–0 | 2020   | Окланд Оупън            | 250 серии    | Твърда     | Беноа Пер           | 7–6(7–2), 3–6, 7–6(7–5) |
| Победа | 2–0 | 2020   | Юръпиън Оупън           | 250 серии    | Твърда (з) | Алекс де Минор      | 6–1, 7–6(7–4)           |
| Победа | 3–0 | 2021   | Хале Оупън              | 500 серии    | Трева      | Андрей Рубльов      | 6–3, 7–6(7–4)           |
| Победа | 4–0 | 2023   | Мозел Оупън             | 250 серии    | Твърда (з) | Александър Шевченко | 6–3, 6–3                |
| Победа | 5–0 | 2024   | Оупън 13                | 250 серии    | Твърда (з) | Григор Димитров     | 6–4, 6–3                |
| Победа | 6–0 | 2024   | Дубай Тенис Чемпиъншипс | 500 серии    | Твърда     | Александър Бублик   | 6–4, 6–3                |
| Загуба | 6–1 | 2024   | Япония Оупън            | 500 серии    | Твърда     | Артур Фис           | 7–5, 6–7(6–8), 3–6      |
| Загуба | 6–2 | 2024   | Париж Мастърс           | Мастърс 1000 | Твърда (з) | Александър Зверев   | 2–6, 2–6                |
| Победа | 7–2 | 2025   | Оупън 13                | 250 серии    | Твърда (з) | Хамад Медиедович    | 7–6(7–4), 6–4           |